# برايان مولان
برايان مولان (بالإنجليزية: Brian Mullan)‏ (23 أبريل 1978 بمينيولا في الولايات المتحدة - ) هو لاعب كرة قدم أمريكي في مركز الوسط. شارك مع منتخب الولايات المتحدة لكرة القدم. أما مع النوادي، فقد لعب مع سان خوسيه إيرثكويكس وكولورادو رابيدز ولوس أنجلوس غلاكسي وهيوستن دينامو وColorado Comets ‏ وWisconsin Rebels ‏.

## وصلات خارجية
- برايان مولان على موقع الدوري الأمريكي (الإنجليزية)
- برايان مولان على موقع قاعدة بيانات كرة القدم.إي يو (الإنجليزية)
- برايان مولان على موقع ناشيونال فوتبول تيمز (الإنجليزية)
- برايان مولان على موقع Soccerway.com (الإنجليزية)
- برايان مولان على موقع عالم كرة القدم.نت (الإنجليزية)